# Distichodus mossambicus
Distichodus mossambicus és una espècie de peix de la família dels citarínids i de l'ordre dels caraciformes present a Àfrica.
És un peix d'aigua dolça i de clima tropical. Els mascles poden assolir 57 cm de longitud total. Menja insectes, caragols, peixets i plantes aquàtiques.